# Uruguay en los Juegos Olímpicos de la Juventud 2018
Uruguay compitió en los Juegos Olímpicos de la Juventud 2018 en Buenos Aires, Argentina, celebrados entre el 6 y el 18 de octubre de 2018. Su delegación no pudo obtener ninguna medalla en las justas deportivas.

## Medallero
| Medalla       | Oro | Plata | Bronce | Total |
| ------------- | --- | ----- | ------ | ----- |
| Total oficial | 0   | 0     | 0      | 0     |

## Deportes

### Atletismo
| Sexo | Atleta        | Evento       | Stage 1 | Stage 1 |
| Sexo | Atleta        | Evento       | Result  | Rank    |
| ---- | ------------- | ------------ | ------- | ------- |
| W    | Dahiana Lopez | Discus Throw | 42'22   | 14      |

### Hockey sobre césped
Uruguay clasificó a su selección femenina de hockey sobre césped en marzo de 2018.
- Torneo femenino - 1 equipo de 9 atletas

### Remo
Uruguay calificó un bote basado en las clasificatorias americanas de regatas.
- Torneo masculino - 1 atleta

### Vela
Uruguay clasificó un bote por su desempeño en las clasificatorias de Centro y Sudamérica Nacra 15.
- Nacra 15 Mixto - 1 bote